# Eudo II, Duque da Borgonha
Eudo II, Duque da Borgonha ou Odão II, (em francês:  Eudes II de Bourgogne; (1118 – 27 de Junho de 1162) foi duque da Borgonha de 1143 até sua morte. Era o primogénito de Hugo II, Duque da Borgonha com Matilda de Turenne (1080 — 1162), filha de (Bosão I de Turenne (1030 -?) e de Gerberga de Terrason 1050 -?).

## Biografia
Combateu os mouros em Portugal. Aquando da coroação de Luís VII de França em 1137, Eudo recusou-se a prestar-lhe homenagem mas um decreto do papa Adriano IV obrigou-o. Foi também um nobre salteador e, para se redimir dos seus pecados, foi em peregrinação à Terra Santa. Morreu no decurso da viagem.
Casou em 1145 com Maria de Champanhe, Abadessa de Fontevrault e filha de Teobaldo IV de Blois conde de Blois com Matilda da Caríntia, de quem nasceram:
1. Alice da Borgonha (1146-1192), casada em 1164 com Arcambaudo VII de Bourbon
2. Hugo III da Borgonha (1148 - 25 de Agosto de 1192), seu sucessor no ducado e casado por duas vezes, a primeira com Alice da Alta Lorena e a segunda com Beatriz de Albon.
3. Mafalda da Borgonha, senhora de Limais (1150 - 1202), casada com Roberto IV, conde de Auvérnia

Terá sido este o primeiro duque da Borgonha a adoptar as armas listadas de ouro e de azul com bordadura a vermelho que passaram a ser as do ducado.